# 社会三層化論
社会三層化論（しゃかいさんそうかろん）は、ルドルフ・シュタイナーによって提唱された社会論。フランス革命の理念である自由・平等・友愛の源流は元々フリーメイソンの思想に由来する。社会三層化論では、この理念を発展させ「精神生活における自由」「法律上の平等」「経済生活における友愛」の異なる原則に基づいて運営される社会を理想とする。シュタイナー以前では、フランスの思想家サン・チーヴ・ダルヴェードルがシナルシー社会と名づけた社会三層化の提唱をしている。